# گلن ایریس، ویکتوریا
گلن ایریس (به انگلیسی: Glen Iris) یک منطقهٔ مسکونی در استرالیا است که در ویکتوریا (استرالیا) واقع شده‌است. این منطقه، ۱۰ کیلومتری (۶٫۲ متری) جنوب شرقی ملبورن، در بخش مرکزی تجاری، واقع در شهرهای بوروناندرا و نواحی دولتی استونینگتون است. گلن ایریس در سرشماری سال ۲۰۱۶ جمعیت ۲۵٬۲۶۸ را ثبت کرد.
گلن ایریس در دهه ۱۹۹۰، مرکز جغرافیایی ملبورن بوده‌است